# Rautojaureh, Lappland
Rautojaureh är en sjö i Kiruna kommun i Lappland och ingår i Torneälvens huvudavrinningsområde. Sjön har en area på 1,65 kvadratkilometer och ligger 745,1 meter över havet. Rautojaureh ligger i Torne och Kalix älvsystem Natura 2000-område. Sjön avvattnas av vattendraget Rautojåkkå.

## Delavrinningsområde
Rautojaureh ingår i det delavrinningsområde (764474-169556) som SMHI kallar för Utloppet av Rautojaureh H.741. Medelhöjden är 781 meter över havet och ytan är 8,73 kvadratkilometer. Det finns inga avrinningsområden uppströms utan avrinningsområdet är högsta punkten. Rautojåkkå som avvattnar avrinningsområdet har biflödesordning 4, vilket innebär att vattnet flödar genom totalt 4 vattendrag innan det når havet efter 492 kilometer. Avrinningsområdet består mestadels av kalfjäll (81 procent). Avrinningsområdet har 1,65 kvadratkilometer vattenytor vilket ger det en sjöprocent på 18,9 procent.